# 瑟穆瓦讷
瑟穆瓦讷（法語：Semoine，法語發音：[səmwan]）是法国奥布省的一个市镇，属于特鲁瓦区。

## 地理
瑟穆瓦讷（48°40'45"N, 4°5'17"E）面积22.55 平方千米，位于法国大東部大區奥布省，该省份为法国中北部省份，北起马恩省，西接塞纳-马恩省，西南至约讷省，东南至科多尔省，东临上马恩省。
与瑟穆瓦讷接壤的市镇（或旧市镇、城区）包括：马伊勒康、萨隆、维利耶埃尔比斯、科南特赖-沃尔夫鲁瓦、古尔冈松、蒙泰普勒。

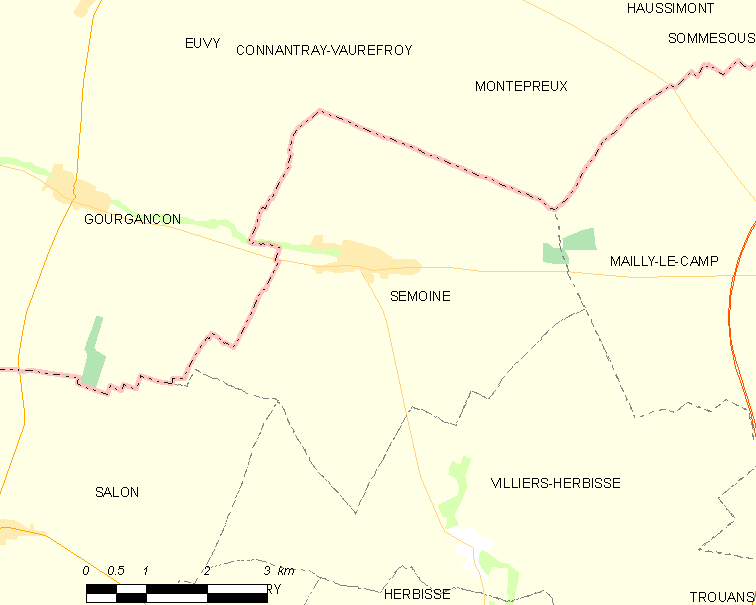
瑟穆瓦讷的OSM定位图

瑟穆瓦讷的时区为UTC+01:00、UTC+02:00（夏令时）。

## 行政
瑟穆瓦讷的邮政编码为10700，INSEE市镇编码为10369。

## 政治
瑟穆瓦讷所属的省级选区为奥布河畔阿尔西县。

## 人口

1962-2008年间瑟穆瓦讷人口变化图示

瑟穆瓦讷于2022年1月1日时的人口数量为219人。